# 자극 방출

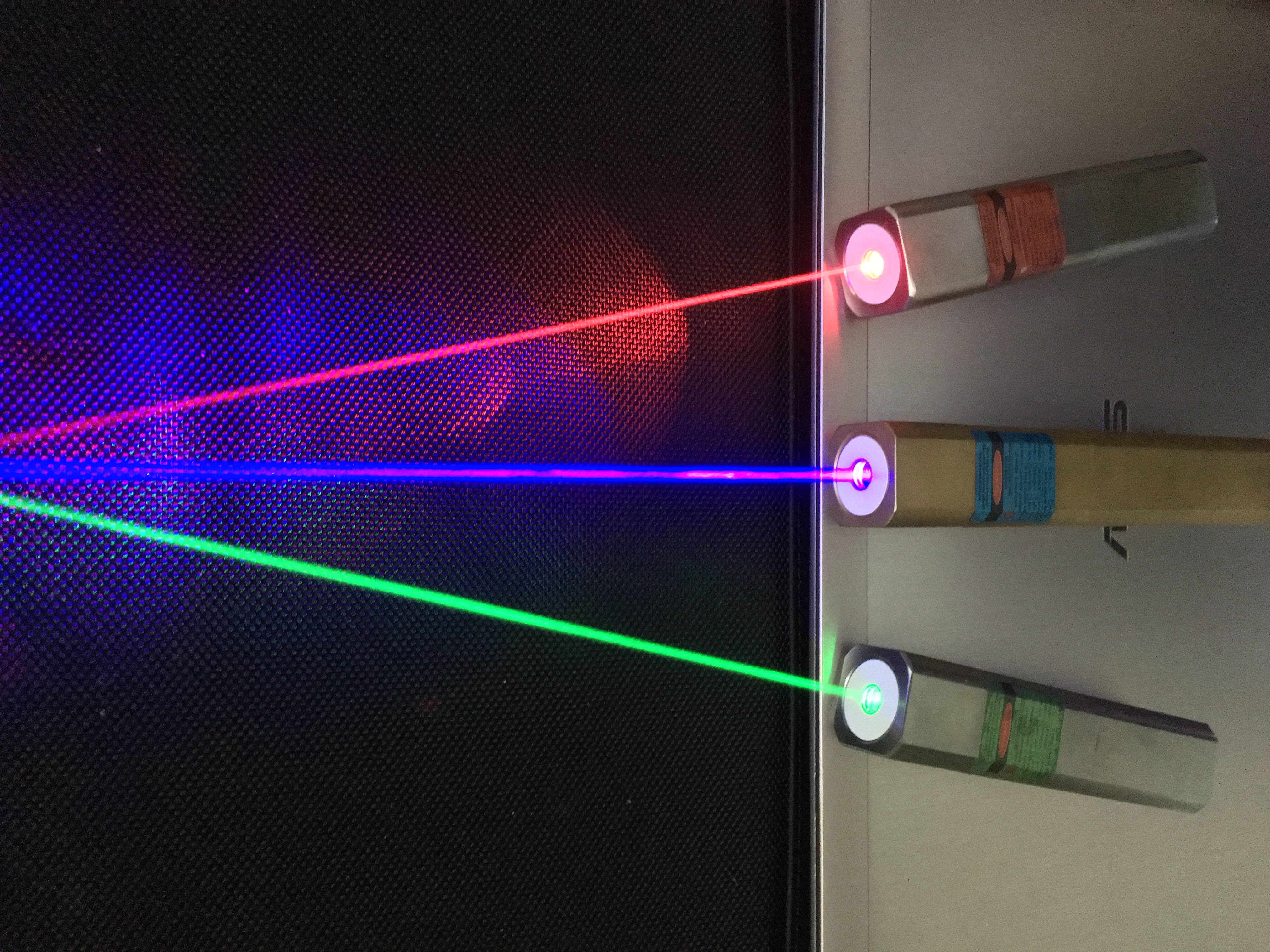
자극 방출（레이저）

자극 방출(stimulated emission) 또는 유도 방출은 정확한 에너지를 가지는 광자에 의해 섭동된 전자가 낮은 에너지 준위로 떨어짐으로 다른 광자가 생성되는 과정이다.

## 같이 보기
- 활성 레이저 매질
- 레이저
- 레이저 물리학
- 자연방출
- 아인슈타인 계수